# Искеюрт (Ишимбайский район)

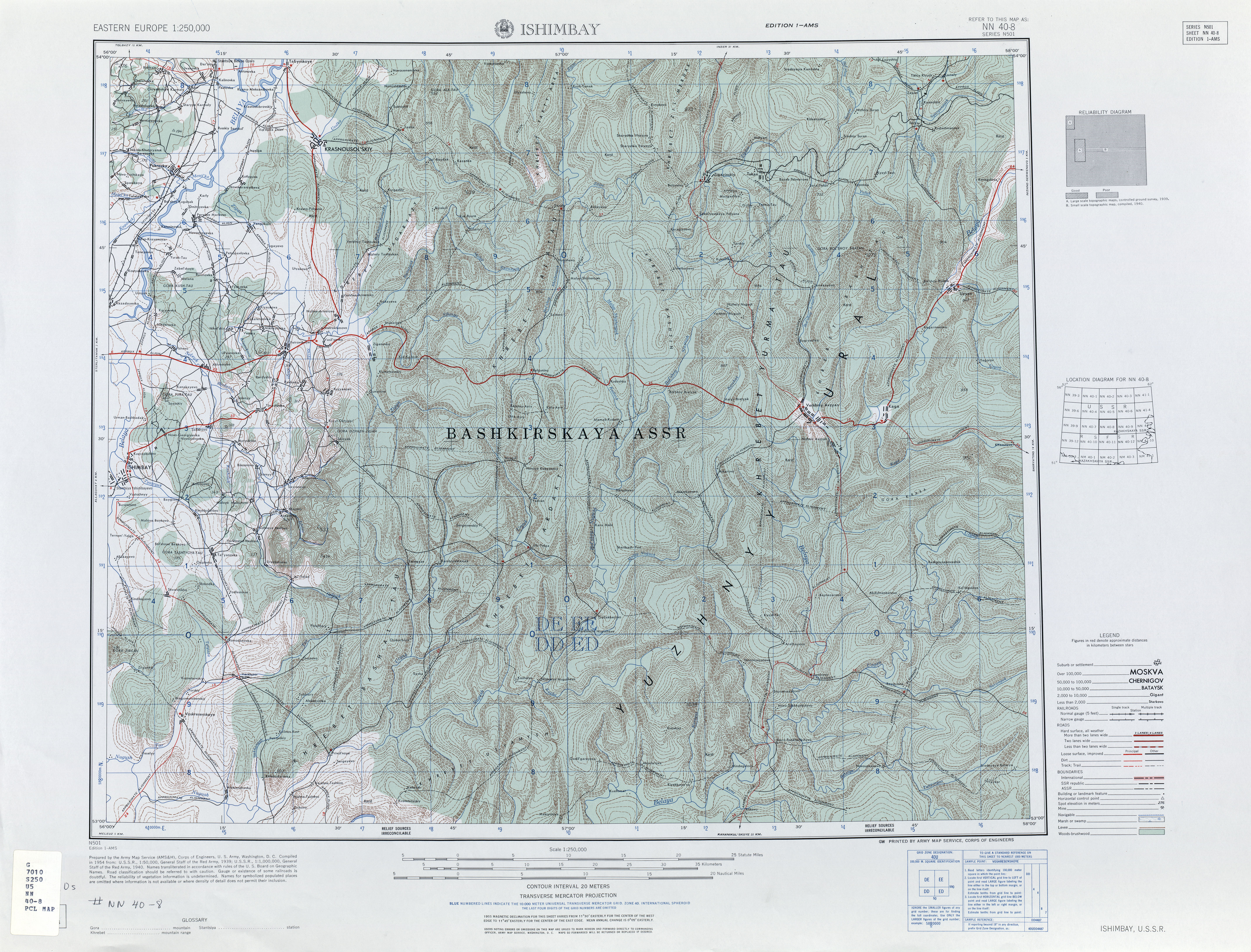
Искеюрт между урочищем Сафартуй и верховьями Малого Раузяка

Искеюрт (баш. Иҫкейорт) — гора в России. Находится в Ишимбайском районе Башкортостана, в междуречье рек Раузяк и Малый Раузяк, восточнее урочища Сафартуй. Абсолютная высота — 608,5 м. К юго-востоку от Искеюрта находится гора Биктарь (629 м).
Склоны пологие. Горная порода состоит из песчаников, аргиллитов и конгломератов венда. Ландшафты представлены дубово-липовыми лесами.
Название горы происходит от башкирского «иҫке» (старый) «йорт» (дом, место жительства). Искеюртом башкиры часто называли место старой деревни, откуда они по какой-либо причине были вынуждены перебраться на новое место.